# Dicnemon aneitense
Dicnemon aneitense är en bladmossart som beskrevs av Bruce H. Allen 1989. Dicnemon aneitense ingår i släktet Dicnemon och familjen Dicnemonaceae. Inga underarter finns listade i Catalogue of Life.